# Perlinodes aurea
Perlinodes aurea är en bäcksländeart som först beskrevs av Smith, L.W. 1917.  Perlinodes aurea ingår i släktet Perlinodes och familjen rovbäcksländor. Inga underarter finns listade i Catalogue of Life.